# Rio Teramoto
Rio Teramoto (en japonés: 寺本莉緒; romanizado: Teramoto Rio) (Hiroshima, 5 de noviembre de 2001) es una actriz y gravure idol japonesa. Está representada por Les Pros Entertainment.

## Primeros años
Teramoto hizo sus primeros apariciones como modelo cuando era niña, lo que le inspiró a seguir con su carrera. Empezó a bailar a los 3 años y a tocar el piano a los 5. Tiene dos hermanos mayores.

## Carrera
Tras el concurso "Dream Girl Audition 2015", Teramoto fue contratada por la agencia de talentos Les Pros Entertainment. Trabajó promocionando a otros artistas en el Tokyo Idol Festival de 2016. En 2017, Teramoto trabajó en una varias producciones teatrales, incluyendo un papel en El violinista en el tejado. En 2018, se presentó al concurso Miss Magazine, que se revivió por primera vez en 7 años, llevándose el título de subcampeona de Miss Young Magazine, al tiempo que fue llamada "El tesoro de la próxima generación de Weekly Young Magazine". Junto con las otras nueve finalistas del concurso, Teramoto formó la compañía de teatro Miss Magazine, poniendo en escena una versión del popular manga Are You Lost?, para la que se cortó el pelo.
Teramoto asistió a la escuela secundaria y al instituto AICJ de Hiroshima durante gran parte de su educación, pero decidió cambiar de escuela y trasladarse a Tokio por su carrera. Apareció en un episodio de 2019 del programa de televisión Toi to Ai toka (恋とか愛とか（仮)), filmado en la escuela antes de su partida. Ese mismo año, una foto privada en traje de baño de Teramoto publicada en las redes sociales se volvió viral, atrayendo la atención en Japón y en el extranjero y elevando drásticamente su perfil en línea. La atención le valió la primera de muchas apariciones en Weekly Playboy.
El 1 de marzo de 2020 salió a la venta su primer libro de fotos, Curiosity, el mismo mes en que se graduó en el instituto. Las sesiones fotográficas se realizaron en Los Ángeles (California, en la primera visita de Teramoto a los Estados Unidos. Teramoto dijo: "[El libro] fue completamente autoproducido, y lo hice prestando especial atención al vestuario, al maquillaje y al aspecto". Fue número uno en el "Ranking de ventas de fotolibros de talento femenino" a finales de mes y ya había superado las cuatro reimpresiones en julio de ese año. Entró en la universidad en abril de 2020, pero su asistencia fue pospuesta debido a los cierres generalizados en el país nipón por la pandemia de coronavirus.
Teramoto es una aficionada al béisbol y aficionada de los Hiroshima Toyo Carp; en entrevistas ha declarado que Ryosuke Kikuchi es su jugador favorito.